# Doug Flack
Douglas Billy Halbert Flack, detto Doug (Staines-upon-Thames, 24 ottobre 1920 – Purley, 18 ottobre 2005), è stato un calciatore inglese, di ruolo portiere.

## Carriera

### Giocatore
Dopo aver giocato nelle giovanili dei londinesi del Fulham è stato aggregato alla prima squadra dei Cottagers, militanti nella seconda divisione inglese, nel 1938; anche negli anni in cui i tradizionali tornei nazionali inglesi erano interrotti per via della seconda guerra mondiale (ovvero dal 1939 al 1945) Flack rimane tesserato del Fulham, con cui poi partecipa alla FA Cup 1945-1946 e, a partire dalla stagione 1946-1947, torna a giocare nella seconda divisione inglese, campionato che vince nella stagione 1948-1949. Nella stagione 1949-1950 all'età di 29 anni esordisce quindi in prima divisione, giocandovi 17 partite, a cui poi ne aggiunge ulteriori 2 durante la stagione 1950-1951, restando poi in rosa in questa stessa categoria anche durante la stagione 1951-1952 (terminata all'ultimo posto in classifica e quindi con una retrocessione in seconda divisione), nella quale non scende però mai in campo; al termine della stagione 1952-1953 (la sua quindicesima da tesserato della prima squadra del Fulham e la diciottesima in assoluto nel club comprendendo anche le giovanili) viene ceduto, dopo complessive 54 partite di campionato giocate (tutte tra prima e seconda divisione) al Walsall, con cui durante la stagione 1953-1954 gioca 11 partite nella terza divisione inglese, per poi ritirarsi, all'età di 34 anni.

### Allenatore
Ha allenato a livello semiprofessionistico in club della Greater London.

## Palmarès

### Giocatore

#### Competizioni nazionali
- Campionato inglese di seconda divisione: 1

Fulham: 1948-1949

### Allenatore

#### Competizioni regionali
- South Thames Cup: 1

Tooting & Mitcham United: 1969-1970